# ウィリアム・マレー (小説家)
ウィリアム・マレー（William Murray、1926年4月8日 - 2005年3月9日）は、ニューヨークで生まれ、没した、アメリカ合衆国のフィンクション書籍編集者で、『ザ・ニューヨーカー』誌のスタッフ・ライターを30年以上にわたって務めた。競馬界を舞台にした一連のミステリー小説を執筆し、その多くは競馬好きのプロ奇術師シフティ・ルー・アンダーソン (Shifty Lou Anderson) を主人公としたものである。多数にのぼる『ザ・ニューヨーカー』誌への寄稿の中には、マレーがひとりで書き続けた「Letters from Italy（イタリアだより）」が含まれている。晩年は、カリフォルニア州デル・マーで、地元のデル・マー・サラブレッド・クラブ (Del Mar Thoroughbred Club) の「ゴール地点から正確に3.2マイル」の場所に住み、多くの時間を過ごしていた。マレーは2005年3月に78歳で没した。死去する直前に、マレーはシカゴ・リリック・オペラについての本を完成させていた

## おもな作品
シフティ・ルー・アンダーソン ・シリーズ（Shifty Lou Anderson Series）
1. Tip on a Dead Crab (1985)
2. The Hard Knocker's Luck (1985)
3. When the Fat Man Sings (1987)
4. The King of the Nightcap (1989) - 日本語訳：佐和誠 訳『最終レースに賭けろ』角川書店、1992年
5. The Getaway Blues (1990)
6. I'm Getting Killed Right Here (1991)
7. We're Off to See the Killer (1993)
8. Now You See Her, Now You Don't (1995)
9. A Fine Italian Hand (1996)
10. mystery on the island